# Тонков, Владимир Николаевич
Влади́мир Никола́евич Тонко́в (2 [14] января 1872, Коса, Пермская губерния — 6 октября 1954, Ленинград) — русский и советский анатом, генерал-лейтенант медицинской службы, действительный член Академии медицинских наук СССР с 1944 года.

## Биография

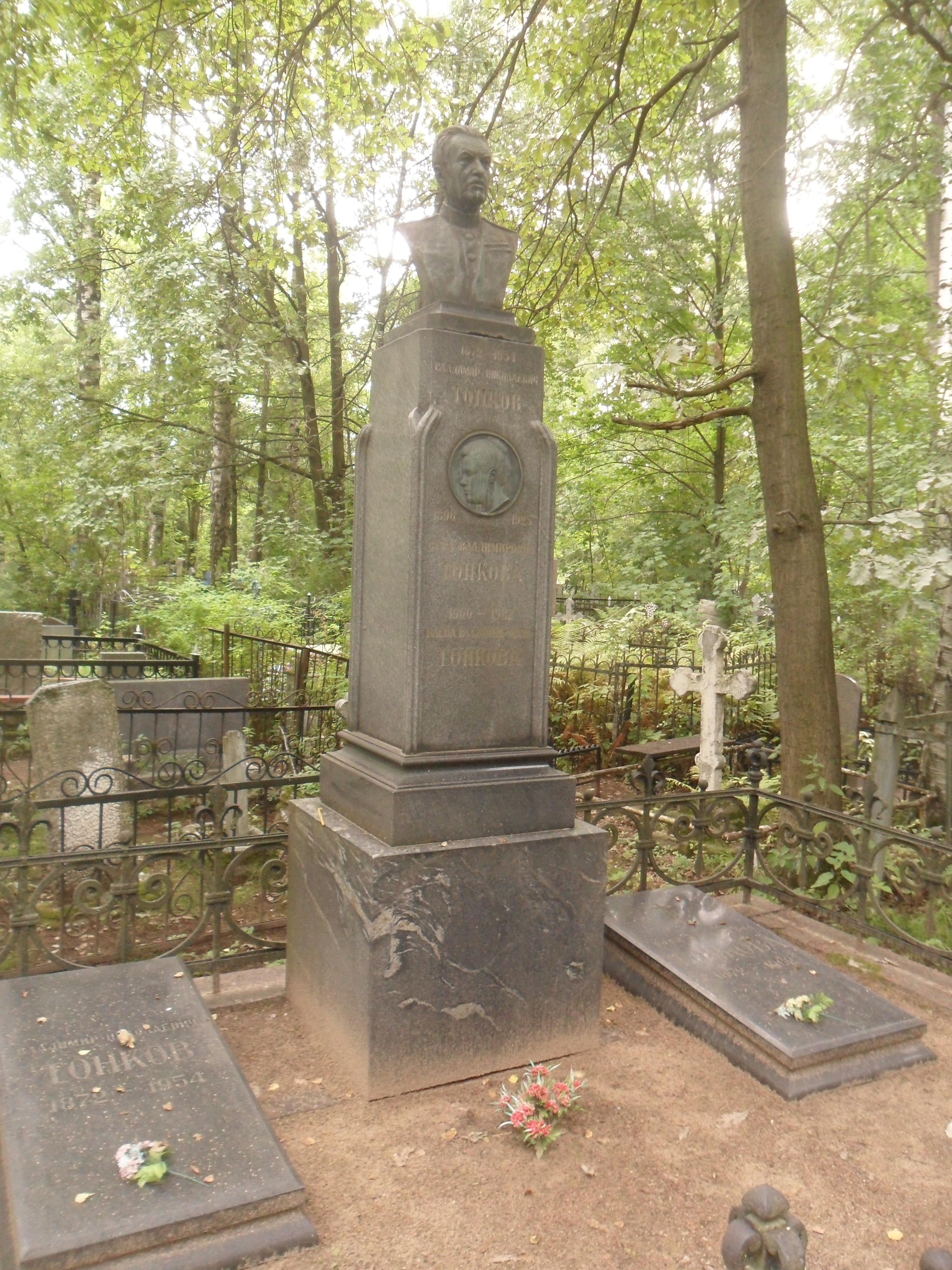
Могила Тонкова на Богословском кладбище Санкт-Петербурга.

Владимир Николаевич Тонков родился 2 (14) января 1872 в с. Коса. Окончил Чердынское городское училище, затем учился в Пермской мужской гимназии с 1886 года по 1890 год.
В 1895 году окончил Императорскую военно-медицинскую академию. С 1900 года — профессор Женского медицинского института в Петербурге, с 1905 г. — профессор Казанского университета. В 1910—1913 гг. исполнял должность декана медицинского факультета Императорского Казанского университета.
С 1915 г. — в Военно-медицинской академии. В этом же году возглавил кафедру нормальной анатомии и руководил ею до 1950 года. Одновременно в 1917—1925 гг. — первый советский Президент Военно-медицинской академии. C 1932 г. — член ВКП(б)/КПСС. В 1942—1947 гг. был также начальником II факультета ВМедА.
Возглавлял Комиссию по улучшению быта учёных Ленинграда (совместно с М. Горьким). Один из организаторов и председателей Всесоюзного научного общества анатомов, гистологов и эмбриологов.
Выйдя в отставку в 1950 г., продолжал работать профессором-консультантом Учёного Совета ВМедА до конца жизни.
Похоронен на Богословском кладбище. На могиле установлен памятник с бюстом В. Н. Тонкова, выполненным его дочерью, Е. В. Тонковой (1900—1982), похороненной рядом.

## Научная деятельность
В 1920-е годы основал советскую анатомическую школу. Стал одним из основоположников функционального направления в советской анатомии.
Научные исследования — по нормальной и сравнительной анатомии, гистологии и эмбриологии человека и животных. Изучал кровеносные сосуды лимфатических узлов, межпозвоночных нервных узлов и спинномозговых нервов, поджелудочной железы; коллатеральное кровообращение; исследовал развитие селезёнки у животных.
Автор многократно переиздававшегося «Учебника нормальной анатомии человека» (в 2-х томах; первое издание под заглавием «Руководство нормальной анатомии человека» вышло в 1918 г., 5-е издание — в 1953 году).

## Сохранение мощей Александра Свирского
Согласно архивным документам, 20 декабря 1918 года мощи святого преподобного Александра Свирского увезли из Александро-Свирского монастыря под конвоем ЧК «в целях беспощадной борьбы с врагами коммунистической идеи и социалистической мысли» (Архив музея революции. СПб. Ф. 2. Оп. 4. Д. 152). Кампания по ликвидации мощей ставила своей целью «разоблачение» святынь: для этого надо было показать, что мощи святых — это не нетленное тело, а просто «кучка полуистлевших костей». 19 декабря 1918 года Президиум исполкома Северной области поручил «Комиссариату здравоохранения создать врачебную комиссию со специалистом химиком для исследования мощей». После того как комиссией было выяснено, что мощи — это не «восковая кукла» и не «скелет в тапочках», а подлинная нетленная святая плоть, большевики начали кампанию по сокрытию мощей.
Известно, что 14 февраля 1919 г. во время кампании по ликвидации мощей, Наркомом Юстиции была выпущена директива о размещении мощей в музеях. Единственным фундаментальным анатомическим музеем был музей в ВМА. По сведениям сотрудников кафедры нормальной анатомии Военно-Медицинской Академии, в годы революции в их музее появился экспонат, который так и оставался незарегистрированным в скрупулёзно составленных каталогах музея. Незарегистрированность «экспоната» в таком музее, каковым был анатомический музей в ВМА, было явлением исключительным, что подчеркнули работники музея. Для того чтобы сокрыть мощи, было сделано всё. Вероятно, тут действовала не только воля «центра», но и воля заведующего кафедрой В. Н. Тонкова, который по своим убеждениям не был «воинствующим безбожником», и он мог сделать так, чтобы про мощи просто забыли.

— Я убеждён, что заведующий кафедрой нормальной анатомии Тонков, принимавший у большевиков мощи, являлся верующим человеком, — считает отец Лукиан. — Скорее всего, он специально не стал делать никаких записей в регистрационных документах для того, чтобы враги православия просто забыли о мощах преподобного Александра Свирского.
Участие Владимира Николаевича в спасении мощей православного святого Александра Свирского подтверждается в исследовании инокини Леониды (Сафоновой, в миру являлась автором более 60 научных работ, кандидатом биологических наук):

Прежде я только догадывалась, что мощи преподобного Александра Свирского могли быть сохранены только благодаря какой-то очень сильной руке человека, непременно верующего. Теперь у меня нет сомнения в том, что академик В. Н. Тонков знал, какая святыня была доверена ему по Промыслу Божию, какая ответственность лежала на нём. По сути, он был тайным хранителем мощей и вплоть до 1954 года (это — год смерти учёного) обеспечивал им надёжную защиту. Конечно, власти об этом не догадывались.

Случайно стало известно, что в ВМА не один раз приходили чекисты из НКВД забрать мощи, и тогда прятали «экспонат» между шкафом и стеной, чтобы чекисты его не взяли. Их прятал сам Владимир Николаевич Тонков с санитаркой, которая тоже знала, кого нужно было спрятать. Сколько же выстрадали эти люди, рисковавшие своей жизнью!

Он был очень влиятельным, сильным, волевым и мужественным человеком. Тонков происходил из графской и священнической семьи по материнской линии. Дослужился до действительного статского советника. С ним вынуждены были считаться большевики. Более того, в 1918 году Свердлов дал В. Н. Тонкову характеристику для вступления в партию, но тот никогда не терял своего достоинства, в том числе и достоинства статского советника Императорской медико-хирургической академии (так ВМА называлась до революции), характеристику никуда не предъявил и в партию тогда, конечно же, вступать не стал. Это говорит о многом. Это был мужественный поступок по тем временам. А характеристика Свердлова до сих пор хранится в семейном архиве Тонковых. Пользуясь доверием властей, Тонков не боялся потерять свою «благонадёжность» и не раз спасал из-под ареста петроградских учёных. Потому люди науки нередко обращались к нему при аресте своих коллег.
В 2011 году на канале «Культура» был показан фильм о втором обретении мощей «Александр Свирский. Защитник и покровитель», где также описывается участие Владимира Николаевича и его коллег в сокрытии православной святыни от богоборческой власти.

## Интересные факты
- Имея большой авторитет, Владимир Николаевич в тяжёлые советские годы ходатайствовал о своих коллегах: учёных, медиках, санитарах.

Хочу напомнить о подвиге безвестных россиян, которые с риском для жизни спасали мощи русских святых. С 1919 года на ленинградской кафедре нормальной анатомии тайно хранились мощи св. прп. Александра Свирского. Самое удивительное, что когда в конце 30-х гг. в Ленинграде арестовывали каждого третьего, на кафедре не был арестован ни один учёный. Президент ВМА Владимир Тонков, создатель атласа, по которому училось не одно поколение медиков, был глубоко верующим человеком. Его ученики сохранили мощи прп. Александра Свирского до наших дней и передали это бесценное сокровище Церкви. 
Речь Патриарха Алексия на открытии выставки, посвящённой о. Иоанну Кронштадтскому

Он был сильной личностью, очень требовательным, иногда даже жёстким человеком. Студентам, да и сотрудникам, с ним бывало непросто. Но когда его хоронили, пришло очень много народу, и среди тех, кто провожал Тонкова в последний путь, было много санитарочек. Оказывается, он очень многих поддерживал материально — негласно помогал…
Журналист Б. Карагандинский в своей статье после интервью с нынешним заведующим кафедрой нормальной анатомии профессором И. В. Гайворонским сделал вывод:

Светское объяснение благополучного укрытия мощей может лежать только в личных мотивах. Никакие доводы государственной пользы в годы деспотии не работали. Злой дух питает только себя, но в этом-то его и слабость. Найти единственный путь, где зло бессильно, выйти с честью и вывести обречённых — дело посильно только мудрому человеку. Великий духовный подвиг совершил академик В. Н. Тонков, и лишь сегодня проявляется высота его невидимой борьбы с антихристовой властью.
В своей статье Б. Карагандинский говорит и о совсем уникальной по тем временам ситуации: на этой кафедре не был арестован ни один сотрудник, тогда как аресты в то время были обыденным явлением…

## Избранные труды
- Тонков В. Н. Артерии, питающие межпозвоночные узлы и спинномозговые нервы человека : Дис. — СПб., 1898.
- Тонков В. Н. Кровеносные сосуды лимфатических узлов // Врач. — 1898. — Т. 19, № 34.
- Тонков В. Н. О применении х-лучей Рентгена к изучению роста скелета : Доклад // Врач. — 1896. — № 15.
- Тонков В. Н. Об артериях, питающих нервы и нервные сплетения человека // Врач. — 1897. — Т. 18, № 1.
- Тонков В. Н. Пособие к практическому изучению сосудов и нервов человека. — 5-е изд. — Л., 1948.
- Tonkow W. N. Die Entwickelung der Miltz bei den Amniohen (нем.) // Archiv für mikroskopische Anatomie. — 1900. — Bd. 56. — S. 392—458.

## Награды и звания
- два ордена Ленина (21.02.1945[18][19], 20.02.1947[20])
- два ордена Красного Знамени (03.11.1944[18][19], 24.06.1948[18][19])
- орден Трудового Красного Знамени[21]
- орден Красной звезды (16.08.1936)[18]
- медали СССР
- Заслуженный деятель науки РСФСР (1934)

Других стран
 МНР:
- орден Полярной звезды (06.11.1945)
- медаль «За Победу над Японией»